# Brunettia bisculcoides
Brunettia bisculcoides är en tvåvingeart som beskrevs av Quate 1967. Brunettia bisculcoides ingår i släktet Brunettia och familjen fjärilsmyggor. Inga underarter finns listade i Catalogue of Life.